# Mariene ecoregio Beaufort-Amundsen-Viscount Melville-Koningin Maud
De Mariene ecoregio Beaufort-Amundsen-Viscount Melville-Koningin Maud (11) (Engels: Beaufort–Amundsen–Viscount Melville–Queen Maud marine ecoregion) is een biogeografische regio en ligt in de Noordelijke IJszee in het Marien rijk Arctica. De mariene ecoregio is vastgesteld door het World Wide Fund for Nature en The Nature Conservancy en is vernoemd naar de Beaufortzee, de Golf van Amundsen, de Viscount Melville Sound en de Koningin Maudgolf.
In het noorden grenst het gebied aan de mariene ecoregio Hoge Arctische Archipel (10), in het oosten aan de mariene ecoregio Lancasterzeestraat (9) en in het westen aan de mariene ecoregio Beaufortzee - continentale kust en plat (12).

## Geografie
De mariene ecoregio ligt in de Noordelijke IJszee voor de noordkust van Canada (Canadese Arctische Eilanden) met de territoria Yukon en Nunavut. Het gebied ligt rond de eilanden Bankseiland en Victoria-eiland en omvat onder andere de Golf van Amundsen en het meest oostelijke deel van de Beaufortzee.
Aan de rand van het gebied stroomt de Beaufortgyre.

## Biogeografie
Het gebied kent zeeleven dat houdt van arctische temperaturen.